# 23 Baza Lotnicza
23 Baza Lotnicza (23. BLot) – baza lotnicza Sił Powietrznych w Mińsku Mazowieckim. Na terenie bazy stacjonowała 1 Eskadra Lotnictwa Taktycznego. JW 1131. Żołnierze bazy uczestniczyli m.in. w PKW Orlik.

## Historia
23 Baza Lotnicza powstała 1 stycznia 2001 roku z elementów rozformowanego 1 Pułku Lotnictwa Myśliwskiego. Nowo utworzoną bazę podporządkowano 2 Korpusowi Obrony Powietrznej. Po likwidacji korpusu w roku 2006, bazę podporządkowano 1 Brygadzie Lotnictwa Taktycznego. W roku 2002 decyzją ministra ON bazie nadano odznakę pamiątkową (decyzja nr 58/MON z 6 marca 2002).
W 2007 roku na terenie 23 Bazy Lotniczej miał miejsce awaria rurociągu z paliwem lotniczym. W jej wyniku z rurociągu wylało się około 15 tys. litrów.
30 czerwca 2010 roku 23 Baza Lotnicza została rozformowana. Na jej bazie 1 lipca 2010 roku powstała 23 Baza Lotnictwa Taktycznego.

## Dowódcy
- płk dypl. pil. Włodzimierz Usarek (od sformowania – styczeń 2004 )
- płk dr pil. Jan Rajchel (styczeń 2004 – październik 2007 )
- płk dypl. pil. Robert Cierniak (październik 2007 – do rozformowania)

## Struktura
- dowództwo i sztab
- Wojskowy Port Lotniczy Mińsk Mazowiecki
- dywizjon dowodzenia
- dywizjon zabezpieczenia
- dywizjon techniczny